# Asbjørn Wang
Asbjørn Rudolf Wang (* 28. September 1899 in Oslo; † 16. Januar 1966 ebenda) war ein norwegischer Schwimmer.

## Karriere
Wang nahm 1920 an den Olympischen Spielen in Antwerpen teil. Im Wettbewerb über 100 m Rücken scheiterte er hier als Vierter seines Vorlaufs an der Finalqualifikation.
Auf nationaler Ebene konnte der Schwimmer bei norwegischen Meisterschaften zwischen 1915 und 1920 drei Gold- und eine Silbermedaille erringen.